# PM (programa de televisión)
PM fue un programa derivado del magazine matutino AM, Antes del Mediodía el mismo se emitió de lunes a viernes en Telefe. El ciclo comenzó el lunes 28 de marzo de 2011 por la pantalla de Telefe, el mismo contaba con la conducción de Leonardo Montero y Verónica Lozano, conductores también de AM. Se emitía de lunes a viernes de 16:00 a 17:15 (GMT-3).
El programa se estableció en el horario vacante que dejó El referí del matrimonio de Gabriel Corrado, una versión argentina de The Marriage ref que no cumplió con las expectativas de rating de la gerencia de Telefe.
En la primera emisión, el 28 de marzo, el invitado fue Pablo Echarri de El elegido. Los panelistas fueron Cayetano, Pía Shaw, Fernanda Iglesias, Augusto Tartufoli, Luis Piñeyro y Gastón Trezeguet. 
Luego de su salida de Gran Hermano, se incorporó como panelista Cristián U, dando notas sobre mascotas.

## Personal
- Conductores: Leonardo Montero y Verónica Lozano.
- Locución: Federico Elli
- Canes: Cristian U.
- Panelistas: Cayetano, Gastón Trezeguet y Fernanda Iglesias
- Espectáculos: Augusto Tartúfoli, Luis Piñeyro y Pía Shaw
- Noteros: Diego Moranzoni, Santiago Zeyén, Darío Barassi y Pía Shaw